# نورثروب إن-1 إم
نورثروب إن-1 إم  (بالإنجليزية: Northrop N-1M)‏ هي طائرة تجريبية بمحركين، استخدمت في تطوير مفهوم الجناح المحلق. أنتجت في الولايات المتحدة. من صناعة نورثروب. كانت تستخدم بشكل أساسي من قبل شركة نورثروب. كان أول طيران لها في 3 يوليو 1941. انتهت خدمتها في 1945. صنع منها 1 طائرة.